# Amaury Leveaux
Amaury Leveaux (* 2. Dezember 1985 in Belfort) ist ein ehemaliger französischer Schwimmer.

## Werdegang
2004 wurde Leveaux zum ersten Mal französischer Meister über die 200 m Freistil. Im selben Jahr gelang auch der erste große internationale Erfolg, als er bei der Europameisterschaft in Madrid mit der französischen 4 × 100-m- und 4 × 200-m-Freistilstaffel jeweils die Bronzemedaille holte.
Bei den Olympischen Sommerspielen 2004 in Athen wurde er mit der 4 × 100-m-Freistilstaffel Siebenter.
Im Jahr darauf, bei den Schwimmweltmeisterschaften 2005 in Montreal, erreichte er zwar das Finale über 100 m Freistil, kam dort aber nicht über den achten Rang hinaus.
Bei den Schwimmeuropameisterschaften 2006 in Budapest wurde er sensationell Zweiter über die 100 m Schmetterling. Außerdem konnte er sich mit der 4 × 100-m-Freistilstaffel ebenfalls den Vizeeuropameistertitel sichern.
2008 konnte sich Leveaux das erste Mal entscheidend ins internationale Blickfeld schwimmen. Zuerst wurde er Vizeeuropameister über die 200 m Freistil bei den Schwimmeuropameisterschaften 2008 in Eindhoven. Dann, nur knapp einen Monat später, bei den französischen Meisterschaften in Dünkirchen, gelang ihm die Sensation, als er den 50-m-Freistil-Europarekord von Alain Bernard um 12 Hundertstel auf 21,38 s drückte.
Mit dieser Leistung gehört er zu den Mitfavoriten über die 50 m Freistil bei den Olympischen Sommerspielen 2008 in Peking. Außerdem war auch die französische 4 × 100-m-Freistilstaffel, mit Leveaux und Bernard, dem 100-m-Freistil-Weltrekordhalter, ein Kandidat für die olympische Goldmedaille. Dies untermauerten Leveaux, Fabien Gilot, Frédérick Bousquet und Alain Bernard bei den Open EDF de Natation in Paris, als sie mit sagenhaften 3:12,54 min einen neuen Europarekord fixierten und dabei nur 8 Hundertstel über dem Weltrekord der US-amerikanischen Staffel von 2006 blieben.
Bei den Olympischen Spielen 2008 in Peking gewann Leveaux die Silbermedaille über 50 m Freistil.
2013 beendete Leveaux seine Laufbahn. In seiner 2015 veröffentlichten Biografie gestand er die Einnahme von Kokain, betonte aber, die Droge nie zur Leistungssteigerung konsumiert zu haben. Er bezichtigte auch Konkurrenten, nannte aber keine Namen.

## Rekorde
| Weltrekorde (2)                                                | Weltrekorde (2) | Weltrekorde (2)   | Weltrekorde (2) |
| -------------------------------------------------------------- | --------------- | ----------------- | --------------- |
| 100 m Freistil (Kurzbahn)                                      | 00:44,94 min    | 13. Dezember 2008 | Rijeka          |
| 4 × 50 m Freistil (Kurzbahn) (mit Bernard, Gilot und Bousquet) | 01:20,77 min    | 14. Dezember 2008 | Rijeka          |
| Europarekorde (4)                                              |                 |                   |                 |
| 4 × 100 m Freistil (mit Bernard, Gilot und Bousquet)           | 03:08,32 min    | 11. August 2008   | Peking          |
| 50 m Freistil (Kurzbahn)                                       | 00:20,48 min    | 11. Dezember 2008 | Rijeka          |
| 100 m Freistil (Kurzbahn)                                      | 00:44,94 min    | 13. Dezember 2008 | Rijeka          |
| 4 × 50 m Freistil (Kurzbahn) (mit Bernard, Gilot und Bousquet) | 01:20,77 min    | 14. Dezember 2008 | Rijeka          |
| (Stand: 7. August 2010)                                        |                 |                   |                 |